# 綿貫陽介
綿貫 陽介（わたぬき ようすけ、1998年4月12日 - ）は、日本の男子プロテニス選手。埼玉県春日部市出身。ATPランキング自己最高位はシングルス72位、ダブルス374位。身長180cm、体重70kg。右利き、バックハンド・ストロークは両手打ち。
2016年全日本テニス選手権優勝。コーチは、ボリス・ベッカーや松岡修造などを育てたボブ・ブレッド、長兄の綿貫裕介を経て、2023年現在は次兄の綿貫敬介が務めている。

## 選手経歴

### ジュニア時代
両親のテニススクールで1歳からテニスを始める。12歳から修造チャレンジに参加し、ジュニア時代から日本代表選手として国際大会に出場する。2015年の年間最終ランキングは1760位。

### 2016年 フューチャーズ初優勝
2016年3月21日付の世界ジュニアランキングで自己最高の2位を記録した。同年の全日本選手権では決勝で内山靖崇に勝利し、史上2番目に若い全日本チャンピオンに輝く。4月には筑波で開催されたITF男子サーキットの決勝で今井慎太郎を1-6, 6-4, 6-2の逆転で破り、初優勝を果たした。年間最終ランキングは590位。

### 2017年 フューチャーズ4勝目
ITF男子サーキットをメインに巡り、6月に東京で開催されたフューチャーズ大会の決勝で竹内研人を4-6, 6-1, 6-4の逆転で優勝。さらに台湾で開催されたフューチャーズ大会の決勝でも高橋悠介を6-2, 6-3のストレートで破り、フューチャーズ4勝目を挙げた。年間最終ランキングは351位。

### 2018年 トップ200入り

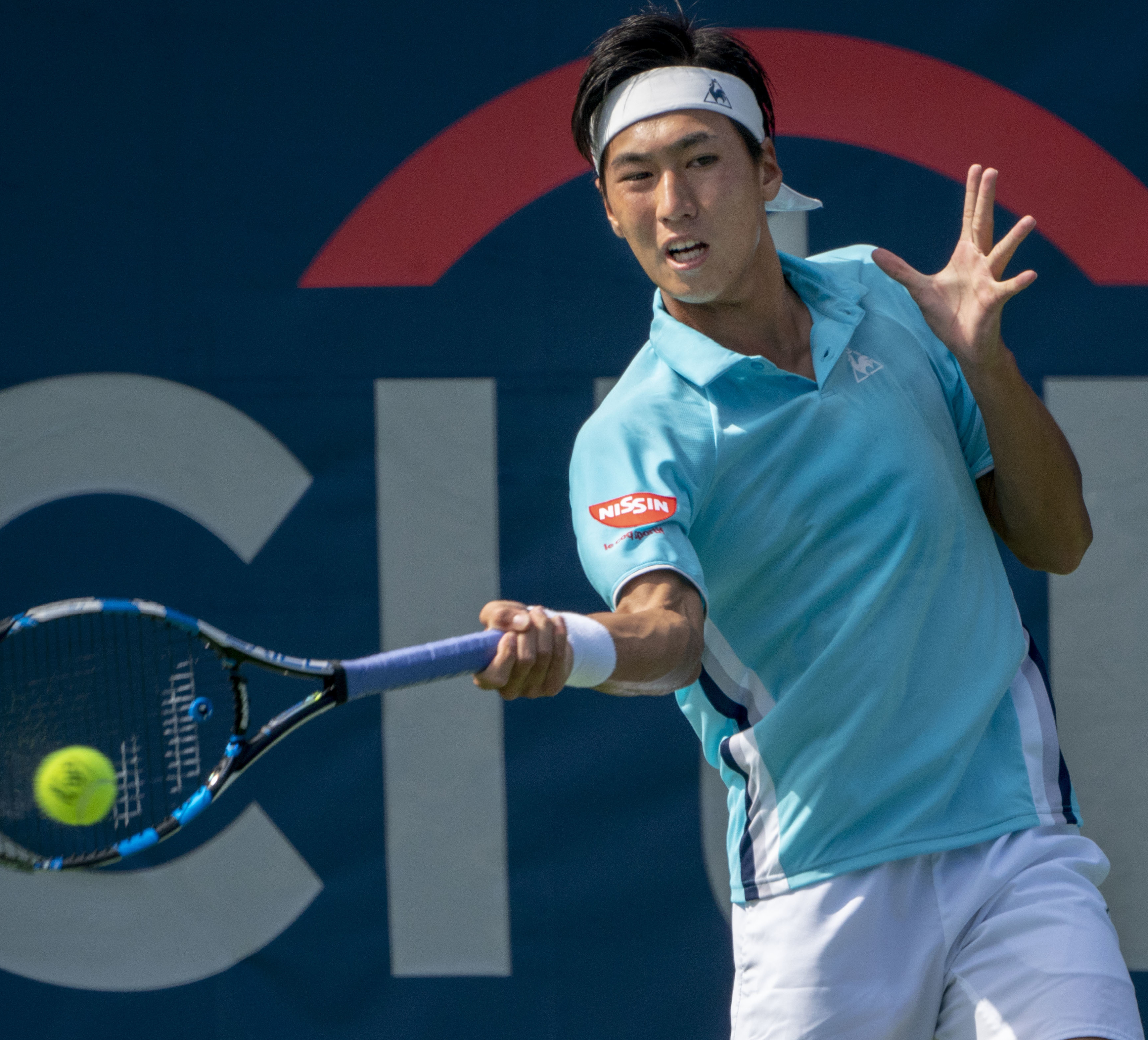
2018年ムバダラ・シティDCオープンでの綿貫陽介

ウィンブルドンで初めてグランドスラムの予選に出場するも、初戦敗退。シティ・オープンで予選を突破し初めてATPツアーの本戦に出場。1回戦でダニール・メドベージェフに敗れた。楽天ジャパン・オープンでも予選を突破し本戦出場、本戦1回戦でロビン・ハーセに勝利しツアー初勝利を挙げる。年間最終ランキングは188位。

### 2019年 チャレンジャー初優勝
11月の兵庫ノアチャレンジャー大会では決勝で杉田祐一を6-2, 6-4のストレートで破り、ATPチャレンジャーツアー初優勝を果たした。この活躍により、世界ランキングを226位まで上昇させた。他にもグランドスラムである全豪オープンとウィンブルドン選手権では予選決勝まで駒を進めた。年間最終ランキングは265位。

### 2020年 チャレンジャー2度目の準優勝
2月、クリーブランド・チャレンジャーでは決勝進出するも、決勝でミケル・トルぺガードに3-6, 6-1, 1-6で敗れ、チャレンジャー2度目の準優勝。年間最終ランキングは251位。

### 2021年 ツアー本戦2勝目
ウィンストン・セーラム・オープンではラッキールーザーとしてATPツアー本戦に出場し、1回戦でハウメ・ムナルを3-6, 6-3, 6-0の逆転で初戦突破を果たし、ATPツアー本戦2度目の勝利を挙げた。2回戦ではマートン・フチョビッチに5-7, 1-6のストレートで敗れた。この頃、不振が顕著となりランキングは300位台まで低迷。年末までにコーチやスポンサーが軒並み離れた。状況を打開するためフォームの改造や筋力強化などを行った。年間最終ランキングは278位。

### 2022年 トップ150入り
5月のリヨン・オープンでは予選敗退するも、ラッキールーザーにより、本戦出場。1回戦で第8シードのペドロ・マルティネスを6-7(2), 6-4, 6-2で勝利。2回戦では權順宇に6-3, 6-4で破り、ATPツアー・250シリーズで初のベスト8入りを果たす。11月に神戸チャレンジャーと四日市チャレンジャーでは2週連続優勝を飾る。年間最終ランキングは146位。

### 2023年 トップ100入り

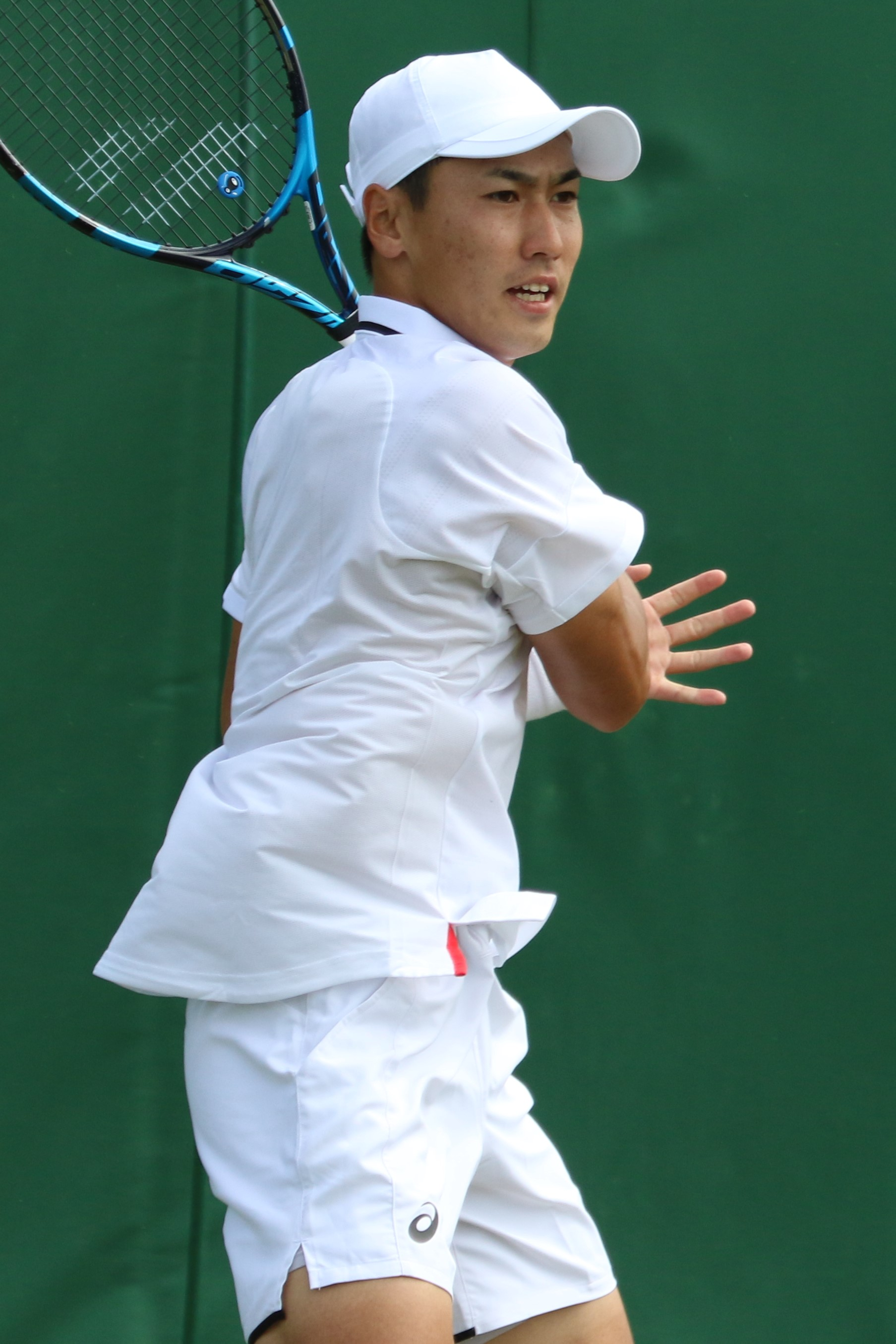
2023年ウィンブルドン選手権での綿貫陽介

1月、全豪オープン予選に第30シードとして出場。予選2回戦で元世界ランキング39位のミハイル・ククシュキンを4-6, 7-6(7-3), 6-3で逆転勝利を挙げると、予選決勝でフアン・パブロ・バリジャスを6-3, 6-4のストレートで下し、グランドスラム大会の本戦初出場。本戦1回戦では世界ランキング59位のアーサー・リンダークネッシュに6-3, 6-3, 6-2のストレートで勝利し、グランドスラム大会初勝利を飾った。2回戦では第29シードのセバスチャン・コルダに2-6, 5-7, 4-6のストレートで敗退するも、大会後には世界ランキング114位に上昇。
2月、モンテレイ・チャレンジャーでは2回戦でブノワ・ペール、準々決勝でデニス・クドラを下し、準決勝ではボルナ・ゴヨに敗れた。
3月、BNPパリバ・オープン予選1回戦では中国の商竣程に6-7(1), 6-7(3)で敗れた。マイアミ・オープン予選2回戦ではクリストファー・オコネルを6-4, 6-4のストレートで破り、ATPマスターズ1000初の本戦出場権を獲得。本戦1回戦ではブノワ・ペールを6-4, 7-5のストレートで勝利、ATPマスターズ1000初勝利を挙げた。2回戦では第12シードのフランシス・ティアフォーに7-6(5), 6-7(3), 4-6の逆転で敗れた。
4月、全米男子クレーコート選手権では予選2試合を制して本戦初出場。1回戦ではヤニック・ハンフマンに4-6, 6-3, 2-6の初戦敗退するも、世界ランキング107位を更新。マドリード・オープン予選2試合を突破し、本戦1回戦ではコランタン・ムーテを6-3, 6-3のストレートで下し、大会初勝利を挙げる。2回戦では第11シードのキャメロン・ノリーに4-6, 6-7(5)のストレートで敗退。
5月、カリアリ・チャレンジャーでは1回戦で第8シードのチアゴ・モンテイロを6-4, 4-2の時点で相手の途中棄権により、初戦突破するも、2回戦でボルナ・ゴヨに4-6, 5-7のストレートで敗れた。同月中旬、トリノ・チャレンジャーではサルバトーレ・カルーソに6-2, 3-6, 4-6で初戦敗退。同月下旬に開催された全仏オープンには予選で第7シードとして出場するも、予選2回戦でローラン・ロコリに6-4, 4-6, 3-6の逆転で敗れ、初の本戦出場とはならなかった。
6月、ボス・オープンでは予選を通過。1回戦で元世界ランク12位のフェリシアーノ・ロペスを7-6(5), 6-3のストレートで下し、2回戦で第4シードのホベルト・ホルカシュに4-6, 6-7(5), 6-7(5)のフルセットの末敗れ、ベスト8進出を逃した。
7月、ウィンブルドン選手権では予選3回戦で敗退するも、ラッキールーザーとして、初の本戦出場。本戦1回戦ではマルク＝アンドレア・ヒュースラーを6-7(5), 5-7, 7-6(5), 7-6(3), 6-3のフルセットで下して初戦突破。大会初白星を挙げた。2回戦では元世界ランキング2位、第19シードのアレクサンダー・ズベレフに4-6, 7-5, 2-6, 2-6と第2セットを奪うも、2時間25分の末に力尽きた。世界ランキングは104位に更新。7月31日付けの世界ランキングで99位に浮上し、初のトップ100入りを果たした。
8月、ムバダラ・シティDCオープン1回戦では吴易昺に1-4とリードされていたが、相手が途中棄権となったため、大会初の初戦突破。2回戦では第3シードのフェリックス・オジェ＝アリアシムを7-6(10), 7-6(3)で破り、3回戦進出を果たす。3回戦では第13シードのウゴ・アンベールに0-6, 2-6のストレートで敗れたが、世界ランキングを94位に更新。さらに同月中旬には90位に更新し、トップ90入りをする。スタンフォード・チャレンジャーではベスト4進出。準決勝を前に足首の負傷により棄権したが、大会後には世界ランキングを88位に更新。全米オープンの本戦ストレートインが決定。迎えた本戦1回戦では第22シードのアドリアン・マナリノに5-7, 7-6(3), 3-6, 5-7で敗れ、大会初白星を挙げることができず初戦敗退となった。

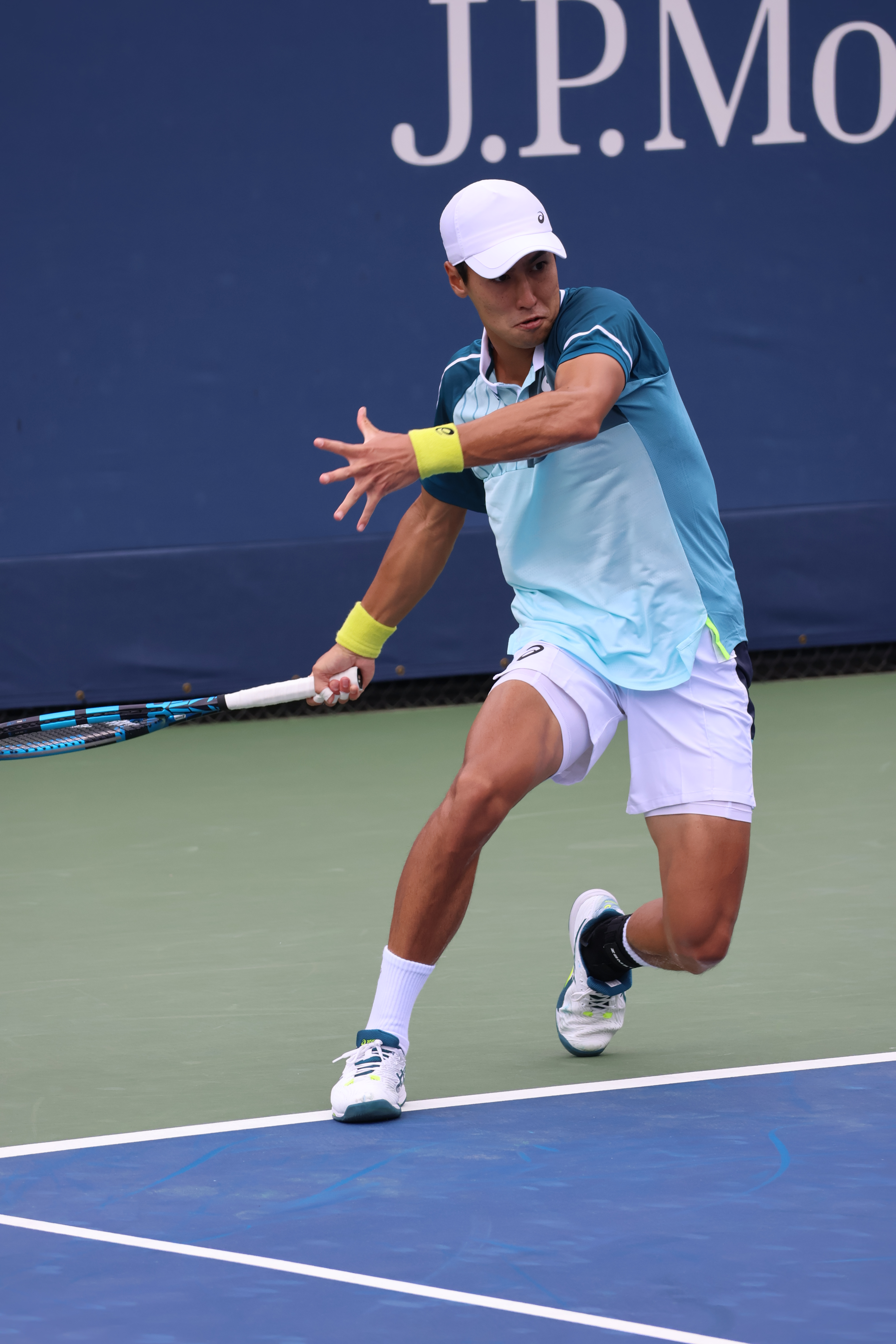
2023年全米オープンでの綿貫陽介

9月、上海チャレンジャーでは第2シードとして順当に決勝進出。決勝では第1シードのクリストファー・オコネルに3-6, 5-7のストレートで敗れ、昨年11月以来のチャレンジャー4勝目とはならず、準優勝となり、大会後には世界ランキング78位を更新した。続いて優勝すればパリオリンピックの出場権を得られる杭州アジア大会に出場。決勝まで勝ち進むも決勝で地元中国の張之臻に4–6, 6–7(7)で敗れて銀メダルとなった。
10月、上海マスターズでは初の本戦ストレートイン。本戦1回戦では商竣程に7-6(7), 4-6, 6-4の約3時間に及ぶフルセットの死闘の末に下し、同大会初出場で初戦突破を果たした。2回戦では第7シードのテイラー・フリッツに6-7(2), 7-6(6), 4-6の第2セットを奪う善戦を見せるも、敗れた。地元でのジャパン・オープンでは1回戦で第2シードかつ世界ランキング自己最高2位のキャスパー・ルードに6-7(6), 3-6で初戦敗退。同月下旬、パリ・マスターズでは予選2回戦では同胞の西岡良仁に4-6, 4-6で予選敗退するも、世界ランキング72位を更新。
11月、モゼール・オープンではアロルド・マヨに4-6, 6-1, 4-6で初戦敗退。慶應チャレンジャー国際テニストーナメントでは決勝進出。決勝で清水悠太を7-6(5), 6-4のストレートで破り、チャレンジャー4勝目を挙げた。続く四日市チャレンジャーでは2回戦敗退。年間最終ランキングは99位となり、トップ100位以内で今シーズンを終えた。

### 2024年 怪我に見舞われる
1月、アデレード国際ではファクンド・ディアス・アコスタに6-4, 6-7(4), 6-7(4)で予選敗退。全豪オープンでは本戦ストレートインするも、1回戦ではミオミル・キツマノビッチに6-4, 5-7, 3-6, 4-6の逆転で初戦敗退。
2月、カイロで開催された2024デビスカップ ワールドグループ1部プレーオフでは日本の2番手として参戦。デビスカップレバノン代表との第2試合ではベンジャミン・ハッサンに2-6, 6-7(3)で敗れた。第3試合では西岡良仁とペアを組み、ハディ・ハビブ/ハッサンを7-5, 7-5で下し、チームは3勝1敗でワールドグループ1部進出を決めた。
ロス・カボス・オープンでは予選2回戦でブランドン・ボルトに4-6, 3-6で敗れた。その後は年始に負った負傷により、7ヶ月もの間ツアーを離脱せざるを得ない状況であった。
9月、昨年準優勝した上海チャレンジャーで復帰し、1回戦でテ・リゲンを6-4, 7-5のストレートで下して復帰後初勝利を挙げるも、2回戦では第3セット途中に棄権となった。この時点で世界ランキングは338位まで下降していた。木下ジャパンオープンでは予選から出場するも、ボーティック・ファン・デ・ザンスフルプに6-2, 3-6, 1-6の逆転で敗れた。
10月、上海マスターズでは予選2試合を制して、1回戦ではパーヴェル・コトフに7-6(6), 4-6, 7-5の熱戦で勝利して2年連続初戦突破をして、2回戦では第32シードのブランドン・ナカシマを7-6(4), 6-3のストレートで下して、ATPマスターズ1000において3回戦進出を果たした。3回戦では昨年の再戦となる第7シードのテイラー・フリッツに3-6, 4-6のストレートで敗れた。台北市Ⅱチャレンジャーでは許育修に3-6, 4-6のストレートで初戦敗退。
11月、愛媛国際オープンでは1回戦で周儀を5-7, 6-3, 6-3、2回戦では守屋宏紀を6-2, 6-0、準々決勝では磯村志を6-0, 7-5で下してベスト4進出。準決勝ではアレックス・ボルトを3-6, 6-4, 3-6で敗れ、決勝進出を逃した。兵庫ノアチャレンジャー大会では2回戦でテレンス・アトマンを7-6(5), 7-5のストレートで破り、ベスト8進出。準々決勝ではアレクサンダー・ブロックスに2-6, 6-3, 6-7(6)で敗れた。年間最終ランキングは374位。

### 2025年 マスターズ4回戦進出
1月、キャンベラ・チャレンジャーでは1回戦で第1シードのユーゴ・ガストンに6-2, 6-2のストレートで完勝し、今季初白星を挙げ、2回戦ではローマン・アンドレス・ブルチャガを6-3, 3-6, 7-6(5)で下してベスト8進出するも、準々決勝を前に左膝の怪我により棄権した。全豪オープンでは予選から出場。予選第30シードのフアン・マヌエル・セルンドロを3-6, 6-7(3)のストレートで下すも、予選2回戦ではブレイク・エリスに1-6, 4-6のストレートで敗れ、3年連続の本戦出場を逃した。
2月、2025年デビスカップファイナル予選1回戦ではデビスカップイギリス代表と対決することとなった。第1試合では西岡良仁がビリー・ハリスを7-5, 6-1のストレートで勝利し、日本は先手1勝を挙げる。第2試合では錦織圭がジェイコブ・ファーンリーに3-6, 3-6のストレートで敗れ、1対1のイーブンとなる。第3試合では綿貫陽介/柚木武組とジョー・ソールズベリー/ニール・スクプスキ組の対決となる。日本はイギリスのダブルス世界ランキング1位経験者ペアとの熱戦の末、6-7(3), 6-7(4)のストレートで敗退し、1勝2敗の崖っぷりとなるも、第4試合では西岡がファーンリーを6-3, 7-6(0)のストレートで破る活躍で2勝2敗のイーブンに戻る。第5試合では日本のエース錦織がハリスを6-2, 6-3のストレートで下すとともに、日本は3勝2敗で勝利を決め、ファイナル予選2回戦進出を果たした。
3月、BNPパリバ・オープンでは予選2試合を制して、大会初の本戦入り。1回戦ではアレクサンダー・ブブリクを6-3, 3-6, 6-3で下し、同大会では自身初の初戦突破をする。トマーシュ・マハーチとの2回戦が行われたが、綿貫から4-6, 4-2の時点で相手が棄権を表明したため、思わぬ形で本戦初出場ながら3回戦進出を果たした。3回戦ではフランシス・ティアフォーを6-4, 7-6(8)のストレートで下して、自身初となるATPマスターズ1000ベスト16入りを果たした。

## ATPツアー決勝進出結果

### シングルス: 0回 (0勝0敗)
| 大会グレード            |
| グランドスラム (0-0)    |
| ATPファイナルズ (0-0)   |
| ATPマスターズ1000 (0-0) |
| ATPツアー500 (0-0)      |
| ATPツアー250 (0–0)      |

| サーフェス別タイトル |
| ハード (0-0)         |
| クレー (0-0)         |
| 芝 (0-0)             |

## 成績
略語の説明
| W | F | SF | QF | #R | RR | Q# | LQ | A | Z# | PO | G | S | B | NMS | P | NH |

W=優勝, F=準優勝, SF=ベスト4, QF=ベスト8, #R=#回戦敗退, RR=ラウンドロビン敗退, Q#=予選#回戦敗退, LQ=予選敗退, A=大会不参加, Z#=デビスカップ/BJKカップ地域ゾーン, PO=デビスカップ/BJKカッププレーオフ, G=オリンピック金メダル, S=オリンピック銀メダル, B=オリンピック銅メダル, NMS=マスターズシリーズから降格, P=開催延期, NH=開催なし.

### シングルス

#### グランドスラム大会
| 大会           | 2018 | 2019 | 2020 | 2021 | 2022 | 2023 | 2024 | 2025 | 通算成績 |
| -------------- | ---- | ---- | ---- | ---- | ---- | ---- | ---- | ---- | -------- |
| 全豪オープン   | A    | Q3   | A    | A    | Q2   | 2R   | 1R   | Q2   | 1–2      |
| 全仏オープン   | A    | Q1   | Q1   | A    | A    | Q2   | A    | A    | 0–0      |
| ウィンブルドン | Q1   | Q3   | NH   | A    | A    | 2R   | A    | Q3   | 1–1      |
| 全米オープン   | A    | Q2   | A    | A    | A    | 1R   | A    |      | 0–1      |

#### 大会最高成績
| 大会                 | 成績 | 年       |
| -------------------- | ---- | -------- |
| ATPファイナルズ      | A    | 出場なし |
| インディアンウェルズ | 4R   | 2025     |
| マイアミ             | 2R   | 2023     |
| モンテカルロ         | A    | 出場なし |
| マドリード           | 2R   | 2023     |
| ローマ               | A    | 出場なし |
| カナダ               | 2R   | 2025     |
| シンシナティ         | Q1   | 2025     |
| 上海                 | 3R   | 2024     |
| パリ                 | Q2   | 2023     |
| オリンピック         | A    | 出場なし |
| デビスカップ         | WGⅠ  | 2024     |